# 舒加伊夫卡
48°58′24″N 36°2′47″E / 48.97333°N 36.04639°E
舒哈伊夫卡（烏克蘭語：Шугаївка）是位於烏克蘭東部的村莊，由哈爾科夫州洛佐瓦區的洛佐瓦市鎮負責管轄。該村始建於1953年，面積0.23平方公里，海拔高度103米，2001年人口44，人口密度每平方公里193人。